# كاثرين (ألاباما)
كاثرين (بالإنجليزية: Catherine)‏ هي منطقة فردية أمريكية تقع في ولاية ألاباما. ويبلغ عدد سكانها 22 نسمة حسب إحصاء سنة 2010 م.